# Équipe du Maroc féminine de basket-ball
Cet article traite de l'équipe féminine. Pour l'équipe masculine, voir Équipe du Maroc masculine de basket-ball.
Maillots
L’équipe du Maroc de basket-ball féminin est la sélection des meilleures joueuses marocaines. Elle est placée sous l'égide de la Fédération royale marocaine de basket-ball.

## Résultats

### Palmarès
| Compétitions mondiales                             | Compétitions continentales |
| -------------------------------------------------- | -------------------------- |
| - Jeux olympiques - Néant - Coupe du monde - Néant | - AfroBasket - Néant       |

### Parcours en compétitions internationales

#### Jeux olympiques
| Année | Position      |      | Année         | Position |               | Année | Position |
| 1976  | Non qualifiée | 1996 | Non qualifiée | 2016     | Non qualifiée |       |          |
| 1980  | Non qualifiée | 2000 | Non qualifiée | 2020     | Non qualifiée |       |          |
| 1984  | Non qualifiée | 2004 | Non qualifiée | 2024     | Non qualifiée |       |          |
| 1988  | Non qualifiée | 2008 | Non qualifiée | 2028     | -             |       |          |
| 1992  | Non qualifiée | 2012 | Non qualifiée | 2032     | -             |       |          |

#### Coupe du monde
| Année | Position      |      | Année         | Position |               | Année | Position |
| 1953  | Non qualifiée | 1979 | Non qualifiée | 2006     | Non qualifiée |       |          |
| 1957  | Non qualifiée | 1983 | Non qualifiée | 2010     | Non qualifiée |       |          |
| 1959  | Non qualifiée | 1986 | Non qualifiée | 2014     | Non qualifiée |       |          |
| 1964  | Non qualifiée | 1990 | Non qualifiée | 2018     | Non qualifiée |       |          |
| 1967  | Non qualifiée | 1994 | Non qualifiée | 2022     | Non qualifiée |       |          |
| 1971  | Non qualifiée | 1998 | Non qualifiée | 2026     | -             |       |          |
| 1975  | Non qualifiée | 2002 | Non qualifiée | 2030     | -             |       |          |

#### AfroBasket
| Année | Position      |      | Année         | Position |               | Année | Position |
| 1966  | Non qualifiée | 1990 | Non qualifiée | 2013     | Non qualifiée |       |          |
| 1968  | Non qualifiée | 1993 | Non qualifiée | 2015     | Non qualifiée |       |          |
| 1970  | Non qualifiée | 1994 | Non qualifiée | 2017     | Non qualifiée |       |          |
| 1974  | Non qualifiée | 1997 | Non qualifiée | 2019     | Non qualifiée |       |          |
| 1977  | Non qualifiée | 2000 | 4e            | 2021     | Non qualifiée |       |          |
| 1979  | Non qualifiée | 2003 | Non qualifiée | 2023     | Non qualifiée |       |          |
| 1981  | Non qualifiée | 2005 | Non qualifiée | 2025     | -             |       |          |
| 1983  | Non qualifiée | 2007 | Non qualifiée | 2027     | -             |       |          |
| 1984  | Non qualifiée | 2009 | Non qualifiée | 2029     | -             |       |          |
| 1986  | Non qualifiée | 2011 | Non qualifiée | 2031     | -             |       |          |